# Koreaanse balsempopulier
De Koreaanse balsempopulier (Populus maximowiczii) is een populier uit de sectie Tacamahaca. De Koreaanse balsempopulier komt van nature voor in Noordoost-Azië: Oost-Rusland, China, Korea en Japan. In Nederland komt de boom in parken voor. Verschillende zwarte balsemhybriden zijn ontstaan uit kruisingen met Populus maximowiczii. Sommige auteurs beschouwen P. maximowiczii als een synoniem van de nauw verwante P. suaveolens.

## Beschrijving
De boom kan tot 30 meter hoog worden en heeft een brede kroon. De jonge, grijswitte bast is lang glad. Bij het ouder worden wordt de schors gegroefd. De behaarde, ronde, aan het uiteinde iets hoekige, roodbruine twijgen worden spoedig grijs. De jonge twijgen hebben zeer kleverige, geurende knoppen.
De afwisselend geplaatste 7-15 cm grote, golvende, rondovale bladeren met een kort toegespitse top hebben een zwak hartvormige voet. De top van het blad is gedraaid en de getande bladrand gewimperd. De groene bladsteel is 2-4 cm lang. De bovenkant van het blad is donkergroen en de onbehaarde of op de nerven behaarde onderkant witachtig. Bij het uitlopen is het blad lichtgroen. De boom loopt zeer vroeg uit.
De Koreaanse balsempopulier is tweehuizig (er zijn aparte mannelijke en vrouwelijke bomen). De bloeiwijze is een hangend katje dat meestal voor het uitlopen van het blad verschijnt. De vrouwelijke katjes zijn tot 20 cm lang. Mannelijke bloemkatten vallen spoedig af na het loslaten van het stuifmeel, dat vervolgens door de wind wordt verspreid. (windbestuiving).
De vrucht is een doosvrucht. Het zaad is omgeven door donzig pluis en voert ver op de wind mee. Sommige bomen produceren zoveel pluis dat het lijkt of het sneeuwt. Mensen kunnen voor dit pluis allergisch zijn. Daarom bestaan de meeste rassen uit alleen maar mannelijke bomen. Lang niet alle pluis bevat een zaadje.
De boom heeft een krachtige, oppervlakkige en verspreide wortelgroei. Daarom mogen ze niet dicht bij huizen, fietspaden en leidingen geplant worden. De wortels kunnen door zachte muren en gaatjes in muren groeien. Ook wegen en leidingen kunnen opgedrukt worden door de wortel. Moderne muren en wegen bieden genoeg weerstand.

## Ziekten
De Koreaanse balsempopulier heeft een goede weerstand tegen populierenroest Melampsora larici-populina en is vermoedelijk gevoelig voor de bladvlekkenziekte (Marssonina brunnea) en bacteriekanker (Xanthomonas populi).

## In andere talen
- Duits: Maximowiczs Pappel, Oatasiatische Balsampappel
- Engels: Japanese poplar, Asian poplar, Maximowicz' poplar

... ·  
P. ×acuminata · 
P. adenopoda · 
P. afghanica · 
P. alba (Witte abeel) · 
P. angustifolia (Smalbladige populier) · 
P. balsamifera (Ontariopopulier) · 
P. ×berolinensis (Siberische balsempopulier) · 
P. ×canadensis (Canadapopulier) · 
P. candicans · 
P. ×canescens (Grauwe abeel) · 
P. cathayana · 
P. davidiana · 
P. deltoides (Amerikaanse populier) · 
P. euphratica · 
P. fremontii · 
P.  grandidentata (Grofgetande populier) · 
P. guzmanantlensis ·  
P. heterophylla (Hartbladige populier) · 
P. ilicifolia · 
P. ×interamericana (Zwarte balsemhybride) · 
P. ×jackii · 
P. koreana · 
P.  lasiocarpa (Ruwe populier) · 
P. laurifolia (Laurierpopulier) · 
P. maximowiczii (Koreaanse balsempopulier) · 
P. mexicana · 
P. nigra (Zwarte populier) · 
P. nigra var. italica (Italiaanse populier) · 
P. rotundifolia · 
P. sieboldii · 
P. simonii (Chinese balsempopulier) · 
P. suaveolens · 
P. szechuanica · 
P. ×tomentosa ·  
P. tremula (Ratelpopulier) · 
P. tremuloides (Amerikaanse ratelpopulier) · 
P. trichocarpa (Zwarte balsempopulier) · 
P. tristis · 
P. wilsonii (Wilsonpopulier) · 
P. yunnanensis · 
...